# Contea di Gonjo
Gonjo (貢覺縣T; 贡觉县S; Gòngjué XiànP) è una contea cinese della prefettura di Qamdo nella Regione Autonoma del Tibet.  Nel 1999 la contea contava 42 611 abitanti.

## Geografia antropica

### Centri abitati
- Moluo 莫洛镇 (comune)
- Mindu 敏都乡 (villaggio)
- Zeba 则巴乡 (villaggio)
- Luomai 罗麦乡 (villaggio)
- Shadong 沙东乡 (villaggio)
- Keri 克日乡 (villaggio)
- Muxie 木协乡  (villaggio)
- Awang 阿旺乡  (villaggio)
- Latuo 拉妥乡 (villaggio)
- Xiongsong 雄松乡  (villaggio)
- Hajia 哈加乡  (villaggio)
- Xiangpi 相皮乡 (villaggio)